# なつかしき笛や太鼓
『なつかしき笛や太鼓』（なつかしきふえやたいこ）は、1967年9月30日に日本で公開された映画。

## 作品概要
木下惠介が監督の他に脚本も執筆し、「香華」以来の監督作品となった。

## ストーリー
昭和29年、香川県小手島の中学校に赴任した家田徹は、生徒たちにバレーボールを教える。はじめは生徒たちにやる気もなく、また生徒の親たちの理解も得られなかったが、次第に生徒たちもバレーに打ち込むようになり、ついに翌年には丸亀市で行われた塩飽地区中学校バレーボール大会で優勝するまでになるのだった。

## スタッフ
- 監督：木下惠介
- 製作：藤本真澄、金子正且
- 撮影：楠田浩之
- 照明：下村一夫
- 音楽：木下忠司
- 録音：中川浩一
- 美術：松山崇
- 編集：杉原よ志
- 監督助手：野村純一

## キャスト
- 家田徹：夏木陽介
- 小西道子：大空真弓
- 健一：高橋洋一郎
- おばあちゃん：浦辺粂子
- 網元：藤原釜足
- 大塚先生：小坂一也
- 校長：谷口完
- 鈴木先生：加藤文穂
- 村井先生：山口真代
- 山口教頭：大田康人
- 佐々木先生：前川忠夫
- 豊の母：初音礼子
- 花子の父：仁礼功太郎
- 三郎の父：山村弘三
- 留吉の父：中田光彦
- 太郎の母：千村克子
- 清子の父：牧野児郎
- 公子の父：山本稔
- 山田教頭：三沢弥太郎
- 元島の校長：ヤシロセブン
- 新校長：北原将光
- 体育会長：志摩靖彦